# Jaelen Strong
Jaelen Strong (Filadelfia, 21 ottobre 1991) è un giocatore di football americano statunitense che milita nel ruolo di wide receiver per i Cleveland Browns della National Football League (NFL).

## Biografia

### Houston Texans
Dopo avere giocato al college a football all'Università statale dell'Arizona, Strong fu scelto nel corso del terzo giro (70º assoluto) del Draft NFL 2015 dagli Houston Texans. Debuttò come professionista nella gara del quinto turno contro gli Indianapolis Colts in cui segnò subito due touchdown su passaggio del quarterback Brian Hoyer. La sua stagione da rookie si concluse con 14 ricezioni per 161 yard e 3 touchdown in dieci presenze, di cui una come titolare.

## Statistiche
| Partite totali         | 10  |
| Partite da titolare    | 1   |
| Ricezioni              | 14  |
| Yard ricevute          | 161 |
| Touchdown su ricezione | 3   |

Statistiche aggiornate alla stagione 2015